# Filhó
Pour les articles homonymes, voir Filho.
Un filhó (ou filhós au pluriel) est un dessert traditionnel du Portugal et du nord-est du Brésil.
Les filhós sont généralement fabriqués en formant des boules à partir d'un mélange de farine et d'œufs. Lorsque la pâte a levé, les boules sont frites et saupoudrées d'un mélange de sucre et de cannelle. C'est un gâteau de Noël traditionnel au Portugal. La variété brésilienne n'est pas saupoudrée et est généralement recouverte de miel ou de rapadura fondu (qui en portugais brésilien est généralement appelé « miel de Rapadura »).